# Yayoi Yoshioka

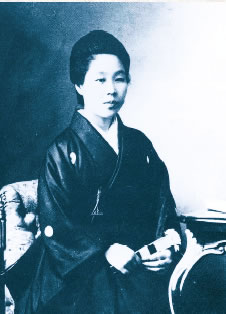
Yayoi Yoshioka (1901)

Yayoi Yoshioka (jap. 吉岡 彌生 Yoshioka Yayoi; ur. 29 kwietnia 1871 w Kakegawa, zm. 22 maja 1959 w Tokio) – japońska lekarka, aktywistka walcząca o prawa kobiet. Założycielka Kobiecego Uniwersytetu Medycznego w Tokio (jap. 東京女子医科大学 Tōkyō Joshi Ika Daigaku) (1900), pierwszej szkoły medycznej dla kobiet w Japonii. 